# Афеландра
Афеландра (Aphelandra) са род цъфтящи растения от семейството Страшникови (Acanthaceae), наброяващи около 170 вида. Растението се среща в тропическите райони на Северна и Южна Америка. Някои от тях се отглеждат като стайни растения.

## Описание
Представляват вечнозелени храсти достигащи на височина до 1 – 2 метра, с гладки листа дълги от 5 до 30 cm, често с бели жилки по тях.
Растенията от този род имат антибактериално и противогъбично действие.

## Видове
Род Афеландра
- Вид Aphelandra albinotata
- Вид Aphelandra anderssonii
- Вид Aphelandra attenuata
- Вид Aphelandra aurantiaca (Scheidw.) Lindl.
- Вид Aphelandra azuayensis
- Вид Aphelandra bahiensis (Nees) Wassh.
- Вид Aphelandra chamissoniana Nees
- Вид Aphelandra chrysantha
- Вид Aphelandra cinnabarina
- Вид Aphelandra claussenii Wassh.
- Вид Aphelandra colorata (Vell. Conc.) Wassh.
- Вид Aphelandra deppeana
- Вид Aphelandra dodsonii
- Вид Aphelandra galba
- Вид Aphelandra guayasii
- Вид Aphelandra gunnari
- Вид Aphelandra harleyi Wassh.
- Вид Aphelandra harlingii
- Вид Aphelandra ignea (Schrader) Nees ex Steudel
- Вид Aphelandra lineariloba Leonard
- Вид Aphelandra madrensis Lindau
- Вид Aphelandra marginata Nees & Martius
- Вид Aphelandra maximiliana (Nees) Benth
- Вид Aphelandra mirabilis Rizzini
- Вид Aphelandra neesiana Wassh.
- Вид Aphelandra nemoralis Nees
- Вид Aphelandra loxensis
- Вид Aphelandra nuda Nees
- Вид Aphelandra obtusa (Nees) Wassh.
- Вид Aphelandra obtusifolia (Nees) Wassh.
- Вид Aphelandra paulensis Wassh.
- Вид Aphelandra phaina
- Вид Aphelandra phrynioides Lindau
- Вид Aphelandra rigida
- Вид Aphelandra ruellia
- Вид Aphelandra sinclairiana Nees
- Вид Aphelandra squarrosa
- Вид Aphelandra stephanophysa
- Вид Aphelandra sulphurea
- Вид Aphelandra tetragona (Vahl) Nees
- Вид Aphelandra tridentata
- Вид Aphelandra zamorensis